# Вільково (Мазовецьке воєводство)
Вільково (пол. Wilkowo) — село в Польщі, у гміні Опіноґура-Ґурна Цехановського повіту Мазовецького воєводства.
Населення — 41 особа (2011).
У 1975-1998 роках село належало до Цехановського воєводства.

## Демографія
Демографічна структура станом на 31 березня 2011 року:
|          | Загалом | Допрацездатний вік | Працездатний вік | Постпрацездатний вік |
| -------- | ------- | ------------------ | ---------------- | -------------------- |
| Чоловіки | 19      | 5                  | 13               | 1                    |
| Жінки    | 22      | 6                  | 10               | 6                    |
| Разом    | 41      | 11                 | 23               | 7                    |